# Демагог
Демагог (од грч. δῆμος/ˈdɛməɡɒɡ/, народни вођа, вођа руље од људи, популација, народ водити, вођа) у демократском систему који своју популарност стиче експлоатацијом предрасуда и незнања у народу, узбуркавајући страсти у маси и гушећи разумни политички дискурс. Демагози урушавају устаљене обичаје спровођења политике или обећавају или прете њиховом променом.
Демагози се појављују у демократијама још Античке Атине. Они експлоатишу фундаментални недостатак демократије: будући да највећу моћ држи народ, могуће је да људи ту моћ дају некоме ко се додворава најширем сегменту популације. Демагози се углавном залажу за моменталну и силовиту акцију у случајевима државне кризе, притом оптужујући умереније и промишљеније политичке противнике да су слаби или нелојални.

## Историја и дефиниција речи
| „                                     | Демагог", у најужем смислу, представља "вођу руље | ” |
| — Џејмс Фенимор Купер, "O demagozima" |                                                   |   |

Реч демаго, чије првобитно значење је вођа народа, је први пут скована у Античкој Грчкој без икакве негативне конотације, али је временом добила значење проблематичног вође какав би повремено испливао у атинској демократији. Иако је демократија дала моћ обичним људима, избори су и даље били наклоњенији аристократији, која је више волела политичку делиберацију и декорум. Демагози су нова врста вођа који су се успели из нижих класа. Демагози непрестано позивају на деловање, углавном насилно - моментално и без претходног просуђивања. Демагози директно покушавају да утичу на емоције сиромашних и необавештених, жудећи за моћи, говорећи лажи не би ли подстрекли хистерију, експлоатишући кризе да би консолидовали подршку унутар народа за њихове позиве на моментално деловање и учвршћивање њиховог ауторитета, оптужујући умереније политичке противнике за слабост и нелојалност нацији. Док многи политичари у демократском систему понекада жртвују истину, суптилност или дугорочне идеје да би одржали подршку међу народом, демагог то ради непрестано и без суздржавања.
Кроз историју, људи су често користили реч демагог либерално, не би ли нашкодили угледу било ког вође за кога говорник сматра да је манипулативан, зао или лицемеран. Док се не може повући јасна разлика између демагога и оних који то нису, будући да се сви демократски владари налазе на спектру од мање до више демагошки оријентисаних, оно што издваја демагога се може дефинисати одвојено од тога да ли говорник подржава одређеног политичког вођу. Оно што демагога разликује од осталих је како стиче или одржава демократску моћ: узбуркивањем страсти нижих класа и мање образованих у демократији са циљем остварења непромишљених или насилних аката, урушавањем демократских институција као што је владавина права. Џејмс Фенимор Купер је 1838. идентификовао четири фундаменталне карактеристике демагога: 
Они се постављају као људи из народа који се противе елитама. Њихова политика зависи од снажне везе са народом, која увелико превазилази обичну политичку популарност. Они манипулишу овом везом и огромном популарношћу коју она омогућује зарад сопствене користи и амбиција. Они прете кршењем или јавно крше успостављена правила понашања, злоупотребљавају институције, па чак и законе.
Централна карактеристика демагогије је убеђивање преко узбуркавања страсти, гушењем разумног политичког дискурса и разматрања алтернативних решења. Демагози "апелују на страст, предрасуде, лицемерје и незнање, а не на разум". У тексту испод ћемо се бавити методама убеђивања које су већина демагога користили кроз историју.

#### Опстајуће карактеристике демагога
Демагози се појављују у демократијама од Атинске па све до данашњих. Клеон од Атине, за кога се често сматра да је био први демагог, запамћен је углавном по бруталности његове владавине и готово потпуним урушавањем атинске демократије која му је омогућила његова добра прођа у народу која је довела до заобилажења умеренијих обичаја које је успоставила аристократска елита. Демагози двадесетог века укључују Адолфа Хитлера, Бенита Мусолинија, Хјуија Лонга, Чарлса Кофлина и Џозефа Макартија. Сви демагози, и антички и модерни, испуњавају Куперова четири претходно набројана критеријума: тврдњу да представљају народ, узбуркавање страсти међу популацијом, експлоатацију њихових реакција, и кршење или барем угрожавање устаљених правила политичког дискурса, што сваки демагог чини на себи својствен начин.
Демократије се успостављају да би осигурале слободу за све и народну контролу над владиним ауторитетом; демагози претварају моћ која потиче од подршке народа у силу која подрива слободе и владавину народа за које се демократски систем у бити залаже. Грчки историчар Полибије је тврдио да се демократије неизбежно уништавају од стране демагога. Рекао је да свака демократија са временом огрезне у "владавину насиљем и гвозденом песницом" што води до "бесних окупљања, масакара и протеривања".  

## Познати демагози

### Античка времена

#### Клеон
Атински вођа Клеон је познат као озлоглашен демагог углавном због три догађаја описана у делима Тукидида и Аристофана.
Прво, након неуспеле побуне града Митилене, Клеон је убедио Атињане да побију не само Митиленске заробљенике већ и све мушкарце у граду и да продају њихове жене и децу у робље. Атињани су укинули његову уредбу када су се дозвали памети наредног дана.
Друго, након што су Атињани поразили Пелопонеску флоту у бици код Сфактерије тиме приморавши Спарту да тражи примирје под практично било којим условима, Клеон је убедио Атињане да одбију понуду за престанак сукоба.
Треће, критички се освртао на атинске генерале услед њиховог неуспеха да рат у Сфактерији доведу до брзог разрешења, оптужујући их да су кукавице и тврдећи да би он завршио читав посао за само двадесет дана, без обзира на чињеницу да није имао војног образовања. Генерали су то прихватили, очекујући његов неуспех. Клеон је клонуо након што је сазнао да је његово хвалисање узето здраво за готово и покушао је да избегне да испуни обећање али је био приморан да преузме команду. Штавише, успео је - тако што је убедио генерала Демостена да то учини уместо њега, овом приликом га третирајући са дужним поштовањем након што га је претходно критиковао иза његових леђа. Три године касније, Клеон и владар Спарте Бразида су убијени у бици код Амфиполиса, омогућивши повратак мира који је потрајао до избијања другог пелопонеског рата.
Модерни аналитичари верују да постоји могућност да су Тукидид и Аристофан претеривали у описима поганости Клеоновог карактера. Обојица су били у личним сукобима са њим, а Аристофанови "Витезови" је сатирична алегорична комедија која чак и не спомиње Клеона по имену. Клеон је био занатлија - кожар. Тукидид и Аристофан су долазили из виших сталежа, са уврежено снисходљивим погледима на ниже класе. Свеједно, ови прикази дефинишу архетипни приказ демагога или политичког агитатора.

### Алкибијад
Алкибијад је убедио Атињане да покушају да освоје Сицилију током Пелопонеског рата што се завршило катастрофалним неуспехом. Убедио је Еклесију да подржи постављање њега за команданта тврдећи да ће лако остварити победу, тиме удовољивши Атинској таштини, захтевајући брзу и храбру акцију уместо расправе. Вредно је помена, такође, да је Алкибијадова експедиција могла бити успешна да није био лишен команде захваљујући политичким маневрима својих супарника.

### Гај Фламиније
Гај Фламиније је био римски конзул најпознатији по поразу од Ханибала у бици код Тразименског језера током Другог пунског рата. Ханибал је успео да начини кључне одлуке по исход битке захваљујући разумевању свог противника. Полибије је описао Гаја Фламинија као демагога у својој књизи "Успон Римског царства". "Фламиније је поседовао редак дар за уметност демагогије..." Будући да је Фламиније као такав био лоше решење за команданта, око 15.000 Римљана, укључујући и њега, изгубило је животе током битке.

## Двадесети век

### Адолф Хитлер
Адолф Хитлер је први пут покушао да збаци владу Баварске не уз помоћ народне подршке већ силом у пропалом пучу 1923. Док је проводио време у затвору, Хитлер је одабрао нови приступ: да владу збаци на демократски начин, формирањем масовног покрета. Чак и пре пуча, Хитлер је променио платформу Нацистичке партије да би свесно циљала на ниже класе у Немачкој, играјући на карту њиховог презира према богатијем слоју и позивајући на јединство Немачке и повећани степен централизације. Хитлер је био одушевљен моменталним растом популарности.
Током година које је провео у затвору, Нацистичка партија је спала на око милион гласова са тенденцијом даљег опадања након што је Хитлер пуштен на слободу 1924. и почео са удисањем новог живота партији. У наредних неколико година, Хитлер и Нацистичка партија су у великој мери били предмет подсмеха у Немачкој и више нису били посматрани као озбиљна претња државном поретку. Упркос Хитлеровом говорничком дару за подстрекивање масе (види доле), он није био у могућности да заустави опадање подршке Нацистичкој партији. Премијер Баварске је укинуо забрану на деловање партије у том региону, једном приликом изјавивши да је "Звер под контролом. Можемо да приуштимо себи да јој мало попустимо ланац".
Са почетком Велике кризе 1929. Хитлеров популизам је постајао све ефикаснији. Хитлер је освежио платформу Нацистичке партије не би ли експлоатисао лоше економско стање обичних Немаца: прогласио је Версајски мир ништавним, обећао да ће елиминисати корупцију и обавезао се да ће сваком Немцу обезбедити посао. Наредне године, подршка Нацистичкој партији је порасла са 200.000 на 6,4 милиона гласова, чиме су постали друга највећа партија у Парламенту. До 1932, Нацистичка партија је постала најбројнија парламентарна групација. Почетком 1933, Хитлер је именован за Канцелара. Он је онда искористио пожар у Рајхстагу да би похапсио политичке противнике и консолидовао контролу над армијом. У року од неколико година, на таласу подршке народа, Хитлер је превео Немачку из демократије у потпуну диктатуру.

### Џозеф Макарти
Џозеф Макарти је био сенатор из америчке савезне државе Висконсин од 1947. до 1957. Иако је био лош говорник, Макарти је био у жижи јавности почетком 1950-их година због тврдњи да су висока места у Федералној Влади САД и војсци "легла" комуниста, тиме доприневши другој "Црвеној паници". Његова немогућност да своје тврдње поткрепи доказима као и јавни напади на Војску САД довели су до саслушања где су испитане Макартијеве тврдње против Војске 1954. што је довело до тога да Макарти буде јавно укорен од стране Сената и пада његове популарности.

## Методе
У тексту испод наводе се одређене методе којима демагози манипулишу и подстрекују масу кроз историју. 
Ниједан демагог не користи све од наведених метода и не постоје два демагога који популарност и лојалност стичу на идентичан начин. Чак и обични политичари користе неке од ових техника са времена на време; политичар који није кадар да покрене емоције нема никакве шансе да буде изабран на функцију. Оно шта је овим техникама заједничко и шта разликује њихову употребу код демагога је њихово коришћење зарад гушења политичке делиберације узбуркавањем страсти. 
Понекада државник, политичар који углавном има добру платформу, прибегава демагошким тактикама не би ли се обрачунао са правим демагогом - ово је случај "борбе истом мером". Прави демагог користи ове методе без уздржавања, док државник то чини само да би избегао већу штету по народ. За разлику од демагога, државникова уобичајена реторика тежи "да смирује пре него да потпирује, мири пре него да дели, и да даје решења, а не да ласка". 

### Окривљивање других
Најосновнија демагошка техника је окривљивање других: тврдње да је су невоље у којима се група налази резултат деловања спољне групе, углавном оне која има различиту етничку припадност, религију или друштвену класу. На пример, Макарти је тврдио да сви проблеми САД потичу од "комунистичке субверзије". Денис Кирни је за све проблеме калифорнијских радника оптуживао Кинезе који су емигрирали у САД. Хитлер је кривио Јевреје за пораз у Првом светском рату, као и за економске проблеме који су Немачку снашли након истог. Ово је била главна компонента његове привлачности - многи су говорили да је једини разлог зашто су подржавали Хитлера био тај што је био против Јевреја. Оптуживање Јевреја је Хитлеру обезбедило пут да ојача национализам и национално јединство. 
Тврдње о класи која се окривљује су углавном исте, невезано за демагога и окривљену групацију, као и независно од кризе коју демагог експлоатише. "Ми" смо "прави" Американци/Немци/Хришћани/итд, а "они", Јевреји/банкари/комунисти/капиталисти/синдикати/странци/елите, ти који су обманули "нас", прости народ и живе у декадентном луксузу који су изградили на добрима која по правди припадају "нама". "Они" кују завере да нас подјарме, убрзано отимају моћ или већ потајно владају државом. "Они" су полуљуди, перверзњаци који нам заводе или силују ћерке, и уколико их "ми" не протерамо или истребимо, пропаст нам је неизбежна.

### Сејање страха
Многи демагози су се успели на позиције моћи уношењем страха у јавност, не би ли подстакли људе на акцију и избегли политичку делиберацију. Страх од силовања, на пример, је лако призвати. Реторика Бена "Питцхфорк" (виле прим. прев.) Тилмана је била најупечатљивија када је описивао имагинарне сцене у којима су белкиње силоване од стране црнаца који се крију око путева. Описивао је црнце као људе који имају урођено "слаб карактер" који се састоји од љубави према силовању белкиња. Тилман је изабран за гувернера Јужне Каролине 1890. да би у периоду од 1895. до 1918. био редовно биран на функцију сенатора. 

### Лагање
Док сваки политичар осећа потреба да укаже на опасности које прете народу као и да критикује противничке платформе, демагози бирају своје речи са циљем да утичу на осећања публике, углавном без икаквог промишљања о истинитости својих тврдњи или стварној озбиљности опасности о којој говоре. Неки демагози су опортунисти, и опипавањем пулса јавног мњења бирају теме за које процењују да ће најбоље резоновати са народом и подићи највећу прашину. Други демагози би пак могли бити до те мере необавештени или пуни предрасуда да искрено верују у лажи које изговарају.
Када једна лаж не упали, демагог брзо наставља са још лажи. Џо Макарти је прво тврдио да "у рукама држи" списак 205 чланова Комунистичке партије који раде у Стејт департменту. Ускоро је овај број постао 57 "утицајних и осведочених комуниста". Када су га притискали да открије њихова имена, Макарти је рекао да документација није доступна њему лично, али да је "недвосмислено" знао да постоји "приближно" 300 комуниста које треба разрешити из Стејт Департмента, од којих је "приближно" 80 разрешено. Када су му скренули пажњу на неуспешан блеф, изјавио је да има списак сачињен од 81 особе који ће објавити у наредним недељама. Макарати никада није раскринкао нити једног комунисту у Стејт Департменту.   

### Емотивни дискурс и лични шарм
Многи демагози су показали изузетну вештину при емотивној манипулацији масом током говора. Понекада је ово резултат њихове изузетне елоквенције, понекад шарма самог демагога, а некада и комбинација оба фактора. Хитлер је пример обе ставке. Његове очи су хипнотички деловале на многе, укопавајући људе у месту и надјачавајући било кога ко би се нашао у његовом присуству. Хитлер би обично започињао говоре лаганим темпом, користећи дубок, резонантан глас, говорећи о животу у сиромаштву након службе у Првом светском рату и патњи у хаосу и понижењу послератне Немачке, решен да пробуди Очевину. Тон и темпо његовог говора би постепено ескалирао, завршавајући климаксом где би крештао о мржњи према Бољшевицима, Јеврејима, Чесима, Пољацима, или којом год групом за коју би тада осећао да му стоји на путу - ругајући им се, исмевајући их, вређајући их и претећи им истребљењем. Људи који су иначе били у потпуности разумни би се нашли очараним необичном интеракцијом коју би Хитлер успостављао са публиком, верујући чак и у најочигледније лажи и глупости док су под његовом чаролијом. Хитлер није био рођен са овим гласовним и реторским вештинама, већ их је стекао мукотрпним радом и циљаном вежбом.
Мало уобичајенији демагог који је уједно био и врхунски говорник је био Џејмс Кимбл Вардамен, анти-црначки настројен гувернер Мисисипија (1904—1908) и сенатор (1913—1919), коме су се дивили чак и политички противници због његовог реторског дара и живописног изражавања. Пример је његов одговор на позив Теодора Рузвелта Афро-Американцима да присуствују пријему у Белој кући: "Нека Теди доведе црнчуге у Белу кућу. Није мој проблем што ће зидови овог старог здања постати толико засићени смрадом поганих лешина до те мере да ће чак и стенице морати да се пењу на куполу не би ли избегле гушење". Вардаманови говори су углавном имали мало контекста - говорио је церемонијалним стилом чак и у јавним расправама. Његови говори су углавном служили као алат за представљање личног магнетизма, шармантног гласа и грациозне реторике.
Харизма диктатора и емотивно обојена излагања су им много пута омогућавали победе на изборима без обзира на ненаклоност медија. Медији информишу, а управо информације су често највећи непријатељ демагога. Демагошко излагање скреће пажњу, забавља и опчињава, скрећући пажњу народа са демагоговог репертоара лажи, злоупотреба моћи и неиспуњених обећања. Изум радија је омогућио многим демагозима двадесетог века да својом вештином усменог излагања угуше писану реч новина.

### Оптуживање противника за слабост и нелојалност
Клеон, као и многи демагози после њега, константно је прибегавао бруталности не би ли демонстрирао снагу, и тврдио је да је саосећање знак слабости који је само користан непријатељу. "Правило је људске природе да људи презиру оне који их третирају добро, а да се угледају на оне који не чине уступке". Током Митиленске Дебате која се водила око тога да ли треба опозвати бродове које је Клеон послао претходног дана да побију и поробе читаву популацију овог града, он се противио самој идеји дебате, карактеришући је као беспотребно, слабо и интелектуално задовољство: "Осећати сажаљење, занос задовољства након што чујете промишљен аргумент и слушање о пристојности су три ствари које су у бити против интереса империјалне силе".
Џозеф Макарти је константно инсинуирао да је свако ко му се противи комуниста, тиме скрећући пажњу са недостатка доказа за тврдње које је пласирао. Г.М. Гилберт је сумирао његову реторику следећим речима: "Ја сам против комунизма, ти си против мене. Стога, ти си нужно комуниста".

### Обећавање немогућег
Још једна фундаментална демагошка техника је давање обећања само због емотивног утицаја која она имају на публику, без освртања на то како би она могла бити испуњена или без икаквих планова да их испуни по доласку на власт. Демагози ова обећања исказују на театралан и једноставан начин али је прича о њиховом спровођењу по правилу веома магловита будући да је та обећања углавном немогуће испунити. Хјуи Лонг је, на пример, обећао да ће свака породица имати дом, аутомобил, радио и 2000 долара месечно уколико он буде изабран за председника. Био је врло индиректан у вези планова за спровођење тих идеја, али су се људи, свеједно, укључивали у његове "Схаре-тхе-Њеалтх" клубове ("Подели богатство" прим. прев.). Друга врста празних демагошких обећања је да ће учинити сваког имућним или "решити све проблеме". Пољски демагог Станислав Тимински, који је био у трци за председника као готово непознат јавном мњењу на основу својих претходних пословних успеха у Канади је обећао "моментални просперитет" - искористивши економске потешкоће радника, посебно рудара и металурга. Тимински је успео да уђе у други круг председничких избора 1990, где је тесно поражен од стране Леха Валенсе. 

### Насиље и физичко застрашивање
Демагози су често охрабривали своје присталице да застрашују противнике насилним путем, са циљем да учврсте лојалност у својим редовима и да обесхрабре или физички спрече људи да говоре или гласају против њих. Бен "Виле" Тилман је изнова биран за функцију у Сенату у великој мери захваљујући насиљу и застрашивањем. Јавно је позивао на линчовања, и укинуо право гласа већини црних гласача Уставом Јужне Каролине из 1895. Хитлер је у Мајн Кампфу (Mein Kampf- Моја борба прим. прев.) написао да је физичко застрашивање ефикасан начин да се покрене маса. Хитлер је намерно провоцирао људе који су му добацивали на његовим митинзима да би се његове присталице разбеснеле на њихове опаске и физички их напале.

### Личне увреде и исмевање
Многи демагози су открили да је исмевање или изругивање противницима једноставан начин да се угуши политичка делиберација супротстављених мишљења, посебно међу несофистицираном публиком. "Бен Виле" Тилман, на пример, био је мајстор личних увреда. Добио је надимак када је током једног говора председника Гровера Кливленда назвао "матором врећом говедине" и рекао да ће понети виле у Вашингтон да "му избоде дебела ребарца". Џејмс Кимбле Вардамен је константно називао председника Теодора Рузвелта "црњоволећим метисацијалистом" и једном приликом је у новинама окачио оглас у коме тражи "шеснаест великих, дебелих, доцилних, поганих црнчуга" да спавају са Рузвелтом током његовог пута у Мисисипи. 
Честа демагошка техника је прилепљивање увредљивог епитета на противника понављајући га из говора у говор, кад год спомиње противниково име или уместо њега. Тако се Џејмс Карли обраћао Хенрију Каботу Лоџу Млађем, његовом ривалу за позицију Сенатора из Републиканске партије као "Плавом дечачићу". Вилијам Хејл Томпсон је називао свог противника за градоначелника Чикага Антона Цермака "Тонy Балонеy" (Балонеy - шунка, глупост прим. прев.). Хјуи Лонг је називао свог времешног противника у трци за Сенатора Џозефа Е. Рансдела "Матором пајалицом". Џозеф Макарти је Државног Секретара Дина Ачесона називао "Црвеним деканом моде" (Деан - властито име али такође и декан прим. прев.) Ова употреба епитета и других хумористичких средстава скреће пажњу јавности са смисленог разматрања битних питања и уместо тога служи за добијање лаких поена смехом. 

### Вулгарност и неодмерено понашање
Законодавна и извршна судска власт често имају високе и ригидне стандарде понашања и облачења чији је циљ омогућавање смисленог и разумног дискурса. Многи демагози крше правила облачења да би јасно показали да их не интересују успостављени ред и правила понашања више класе, или једноставно да би уживали у пажњи коју им то доноси. Народу демагог можда тада делује одвратно, али он може у тој ситуацији искористити презир више класе према њему да покаже да га моћници не могу постидети или застрашити.
На пример, Хјуи Лонг је био познат по ношењу пиџама у веома формалним приликама где би остали били обучени по строгим правилима. Једном је био "као од мајке рођен" у хотелском апартману где је својим портпаролима држао предавање. Лонг је био "интензивно и искључиво заинтересован само за себе. Морао је да доминира сваком ситуацијом у којој се налази и сваком особом која му се нађе у близини. Чезнуо је за пажњом и био је спреман да учини све да би је добио. Знао је да је одлучна акција, чак и када је оштра или варварска, потребна да би се људи довели у стање у ком су подложни манипулацији. Није показивао суздржавање, и толико је био бесраман у потрази за публицитетом и толико вешт у задобијању пажње медија да је ускоро почео да добија више медијског простора него сви други политичари заједно".
Чак се и Аристотел осврнуо на лоше манире Клеона пре више од 2000 година: "Клеон је био први који би викао кад би имао простора, први који се непримерено изражавао и који је говорио умотан у огртач док су остали уважавали успостављена правила облачења и опхођења".

### Рефлектовање народних манира
Већина демагога се представљају као људи из народа, обични грађани налик онима којима се обраћају и чије гласове желе. У САД, многи би усвајали народне надимке: Вилијам Х. Мари (1869-1956) је био „Алфалфа Бил”, Џејмс М. Карли (1874-1958) из Бостона је био „Наш Џим”, Елисон Д. Смит (1864-1944) је био „Памучни Ед”, док је брачни демагошки тим Миријам и Џејмса Е. Фергусона био познат као „Мама и Тата”; тексашки гувернер В. Ли О’Денијел (1890-1969) био је познат по надимку "Паппy-Пасс-тхе-Бисцуитс". 
Гувернер Џорџије  Јуџин Толмиџ (1884-1946) поставио је амбар и кокошињац у двориште гувернерске резиденције, гласно објашњавајући да не може да спава ноћу без звукова стоке и живине. Када је био у друштву фармера, жвакао је дуван и претварао се да има рурални акценат, иако је био факултетски образован. Тада се бунио против "непотребних глупости" и "страних црнчугољубаца". Он је дефинисао те странце "фурринерс" (неправилно од фореигнер, странац - прим. прев.) као "Било кога ко покушава да натури идеје које су супротне изворним традицијама Џорџије". Његов речник и граматика би постајали префињенији када би говорио пред градском публиком. Толмиџ је био познат по ношењу кичастих црвених трегера које би затезао и пуцао њима при кључним деловима говора. На свом столу је држао три књиге, за које је тврдио да су све што је једном гувернеру потребно: Библија, фискални извештај савезне државе и Сирс-Робак каталог.

### Драстично упрошћавање
Окривљивање других је један облик драстичног упрошћавања: третирање сложеног проблема који захтева стрпљиво резоновање и анализу као да потиче из једног једноставно разлога или да се може решити једним једноставним леком. Хјуи Лонг је, на пример, тврдио да би се сви економски проблеми САД могли решити "дељењем богатства". Хитлер је тврдио да је Немачка изгубила Први светски рат само зато што "је била издана".

### Напади на медије
Будући да информације у медијима могу подрити демагогову контролу над следбеницима, модерни демагози медије често неумерено нападају, позивајући на насиље против новина и медија које им се противе, тврдећи да су новине потајно у служби тајкуна или страних сила или да су једноставно против њега лично. Хјуи Лонг је оптуживао Ну Орлеанс Тимес-Пицаyне и Итем да су поткупљени и слао је телохранитеље да им бију новинаре. Гувернер Оклахоме "Алфалфа Бил" Мари (1869—1956) је једном позвао да се баци бомба на седиште Дневног Оклахомљанина (Тхе Даилy Оклахоман). Џо Мекарти је оптуживао публикације као што су Тхе Цхристиан Сциенце Монитор, тхе Нењ Yорк Пост, Тхе Нењ Yорк Тимес, тхе Нењ Yорк Хералд Трибуне, Тхе Њасхингтон Пост, тхе Ст. Лоуис Пост-Диспатцх и многе друге водеће новине у САД да су "гласила комунистичке пропаганде" под контролом Кремља.